# دون كاميرون (سياسي أسترالي)
دون كاميرون (بالإنجليزية: Don Cameron)‏ هو سياسي أسترالي، ولد في 6 فبراير 1940 في بريزبان في أستراليا. حزبياً، نشط في الحزب الليبرالي الأسترالي. وقد انتخب عضو مجلس النواب الأسترالي عن دائرة Division of Moreton ‏ (5 نوفمبر 1983 – 24 مارس 1990) وانتخب عضو مجلس النواب الأسترالي عن دائرة Division of Fadden ‏ (10 ديسمبر 1977 – 5 مارس 1983) وانتخب عضو مجلس النواب الأسترالي عن دائرة غريفيث ‏ (26 نوفمبر 1966 – 10 ديسمبر 1977).